# Klaus Hympendahl
Klaus Hympendahl (* 27. Juli 1939 in Hamburg; † 21. Februar 2016 in Buenos Aires, Argentinien) war ein deutscher Autor, Expeditionsleiter und Weltumsegler.

## Leben
Zum Segeln kam  Klaus Hympendahl durch seinen Vater. Von 1986 bis 1991 umsegelte Hympendahl auf der Passatroute die Welt. Er machte sich einen Namen als Autor von maritimen Büchern und Artikeln.
Seine zweite Leidenschaft war das Tanzen des Tango, dem er, auch als Autor, seine Sprache lieh.
Die Lapita-Voyage 2008/09 war eine Expedition mit zwei nachgebauten polynesischen Katamaranen auf den Spuren des Migrationspfades der frühen polynesischen Seefahrt, die er zusammen mit James Wharram und Hanneke Boon organisierte. Mit dieser Expeditionsreise von den Philippinen zu den polynesischen Inseln Anuta und Tikopia trat er den Beweis an, dass Polynesien von Asien aus besiedelt worden sein könnte.

## Veröffentlichungen
- Die Lapita-Expedition. Malik, München 2013, ISBN 978-3-492-40521-8.
- Sünde auf See. HEEL Verlag, Königswinter 2005, ISBN 978-3-86852-661-5.
- Wenn das Meer brennt. Delius Klasing Verlag, Bielefeld 2005, ISBN 3-7688-1618-4.
- Checklisten für Fahrtensegler: 3500 Anregungen und Tipps. Delius Klasing Verlag, Bielefeld 2003, ISBN 3-87412-173-9.
- Yacht-Piraterie: die neue Gefahr. Delius Klasing Verlag, Bielefeld 2002, ISBN 3-7688-1389-4.
- Logbuch der Angst: der Fall Apollonia. Delius Klasing Verlag, Bielefeld 2001, ISBN 3-7688-1264-2.
- El Niño: wenn das Meer brennt. Delius Klasing Verlag, Bielefeld 1999, ISBN 3-7688-1149-2.
- Segeln über dem Vulkan: meine Jahre unter Seglern und Abenteurern. Delius Klasing Verlag, Bielefeld 1992, ISBN 3-7688-0744-4.
- Lost in Tango : Eine Reise . Plaza-Verlag 2018, ISBN 978-3-95843-784-5 (gemeinsam mit Phillip Hympendahl / Foto)